# Campionati del mondo di BMX - Cronometro maschile Elite
La Gara Uomini Elite a cronometro è uno degli eventi disputati durante i Campionati del mondo di BMX UCI. Per la prima volta fu corso nel 2011.

## Albo d'oro
Aggiornato all'edizione 2016.
| Anno | Vincitore           | Secondo          | Terzo            |
| ---- | ------------------- | ---------------- | ---------------- |
| 2011 | Andre Fossa Aguiluz | Jelle Van Gorkom | Brian Kirkham    |
| 2012 | Connor Fields       | Liam Phillips    | Sylvain André    |
| 2013 | Connor Fields       | Joris Daudet     | Sylvain André    |
| 2014 | Sam Willoughby      | Corben Sharrah   | Joris Daudet     |
| 2015 | Joris Daudet        | Niek Kimmann     | Connor Fields    |
| 2016 | Niek Kimmann        | Sam Willoughby   | Māris Štrombergs |

## Medagliere
| Pos.   | Nazione       | Oro | Argento | Bronzo | Totale |
| ------ | ------------- | --- | ------- | ------ | ------ |
| 1      | Stati Uniti   | 2   | 1       | 1      | 4      |
| 2      | Paesi Bassi   | 1   | 2       | 0      | 3      |
| 3      | Francia       | 1   | 1       | 3      | 5      |
| 4      | Australia     | 1   | 1       | 1      | 3      |
| 5      | Norvegia      | 1   | 0       | 0      | 1      |
| 6      | Gran Bretagna | 0   | 1       | 0      | 1      |
| 7      | Lettonia      | 0   | 0       | 1      | 1      |
| Totale | Totale        | 6   | 6       | 6      | 18     |